# 황세득
황세득(黃世得, 1537년~1598년)은 조선 중기의 무신이다. 본관은 성주(星州), 자는 사구(士求), 시호는 충장(忠壯)이다.

## 생애
임진왜란 발발 당시 전라우수사 이억기의 부하인 장흥부사로서 당포 해전과 부산포 해전때 참전하여 전공을 세웠다. 이순신이 삼도수군통제사로 복직된 뒤, 이순신과 함께 사도진수군첨절제사로서 명량 해전에서 활약을 하였다. 1598년 10월 순천 왜교성 전투에 참전하였는데, 이 때 이순신의 조선 수군과 진린의 명나라 수군은 명나라 육군과의 수륙합동작전을 위해 왜교성 앞바다로 공격해 들어갔다. 하지만, 명나라 육군 제독 유정이 고니시 유키나가에게 매수되어 수륙합동작전 약속을 어기고 끝내 나타나지 않아, 수군 또한 퇴각하게 되었는데 퇴각하면서 황세득은 전사하게 된다.

## 가계
황세득은 홍가신의 조카로 삼도수군통제사 이순신(李舜臣)의 처종형(妻從兄)이다.

## 대중 문화
영상 매체에서 황세득을 연기한 배우는 다음과 같다.
- 송금식: 《불멸의 이순신》 (KBS1, 2004년~2005년)

## 같이 보기
- 이순신
- 임진왜란